# Yandex Tracker
Просьба не путать с Трекером для Народных Яндекс карт
Yandex Tracker (ранее «Яндекс.Трекер») — сервис для управления проектами и контроля выполнения задач. Разработка сервиса, который изначально предназначался для работы внутри компании Яндекс, началась в январе 2012 года. В ноябре 2017 года Трекер стал доступен всем.
Cервис платный - подписка за каждого пользователя - для того, чтобы попробовать или использовать, нужна учетная запись офис 360 бизнес.

## Возможности
- Структура. Для каждой задачи заводится отдельная страница с описанием и возможностью обсуждения. Задачи разных отделов группируются по очередям. Для сортировки и группировки задач по разным параметрам есть возможность настройки фильтров[3].

- Контроль. Для наглядности процесса существуют дашборды, на которых собирается основная информация и статистика по всем задачам[4].

- Методология Agile. Трекер позволяет создавать Agile-доски, планировать спринты, оценивать трудоемкость задач, управлять задачами, следить за их выполнением на burndown-диаграмме[5].

- Экономия времени. В Трекере есть возможность создания шаблонов типовых задач, которые можно использовать для экономии времени в дальнейшем, а также чтобы не забыть о важных деталях. В Трекере можно настроить напоминание о задаче в виде письма, которое придет в определённый день и час. В комментариях к задаче можно напомнить сотруднику о срочности, уведомление ему также придет в виде письма. Если страница задачи открыта в браузере, то любые изменения в ней отобразятся в виде красной метки на корешке вкладки[6].

- Работа с заявками. Настройки позволяют перенаправить все заявки от клиентов (идеи, вопросы, жалобы и тд) или сотрудников (заявка на отпуск, справку о доходах и тд), приходящие на почту, в Трекер и обработать их внутри сервиса. Заявки можно собирать через интегрированный сервис Яндекс. Формы[7].

- Импорт из других систем. Если раннее использовался другой сервис управления проектами, то в Трекер можно перенести все данные с помощью API Яндекс. Трекера.

- Мобильное приложение. Доступно для iOS и Android.

- Возможность подключить репозитории и отслеживать все коммиты по задачам в GitHub и BitBucket[8].
- Плагин для IntelliJ IDE[9][10].

## Особенности
- Возможность ограничить доступ к задачам с конфиденциальной информацией.
- Рассчитан на большой объём задач и высокие нагрузки[11].
- Данные хранятся на серверах, расположенных на территории России. Весь трафик шифруется, соединения в Трекере осуществляются по протоколу HTTPS.
- Документация, инструкции и интерфейс доступны на русском и английском языках[12][13].

## Интеграция с другими сервисами
Яндекс 360 — платформа сервисов оптимизированных для совместной работы, которая включает в себя в том числе и Яндекс. Трекер (среди прочих интегрированных в платформу сервисов — Почта, Диск, Вики, Мессенджер).
Яндекс. Формы — сервис для организации сбора информации — создание анкет, опросов, голосований, форм регистраций. Ответы из форм можно направлять в выбранную очередь, а результаты будут собраны в таблицу в XLSX или CSV.

## Ограничения
Отправляемые наружу письма не подписываются DKIM.